# Jaqueline Maria Pereira de Carvalho

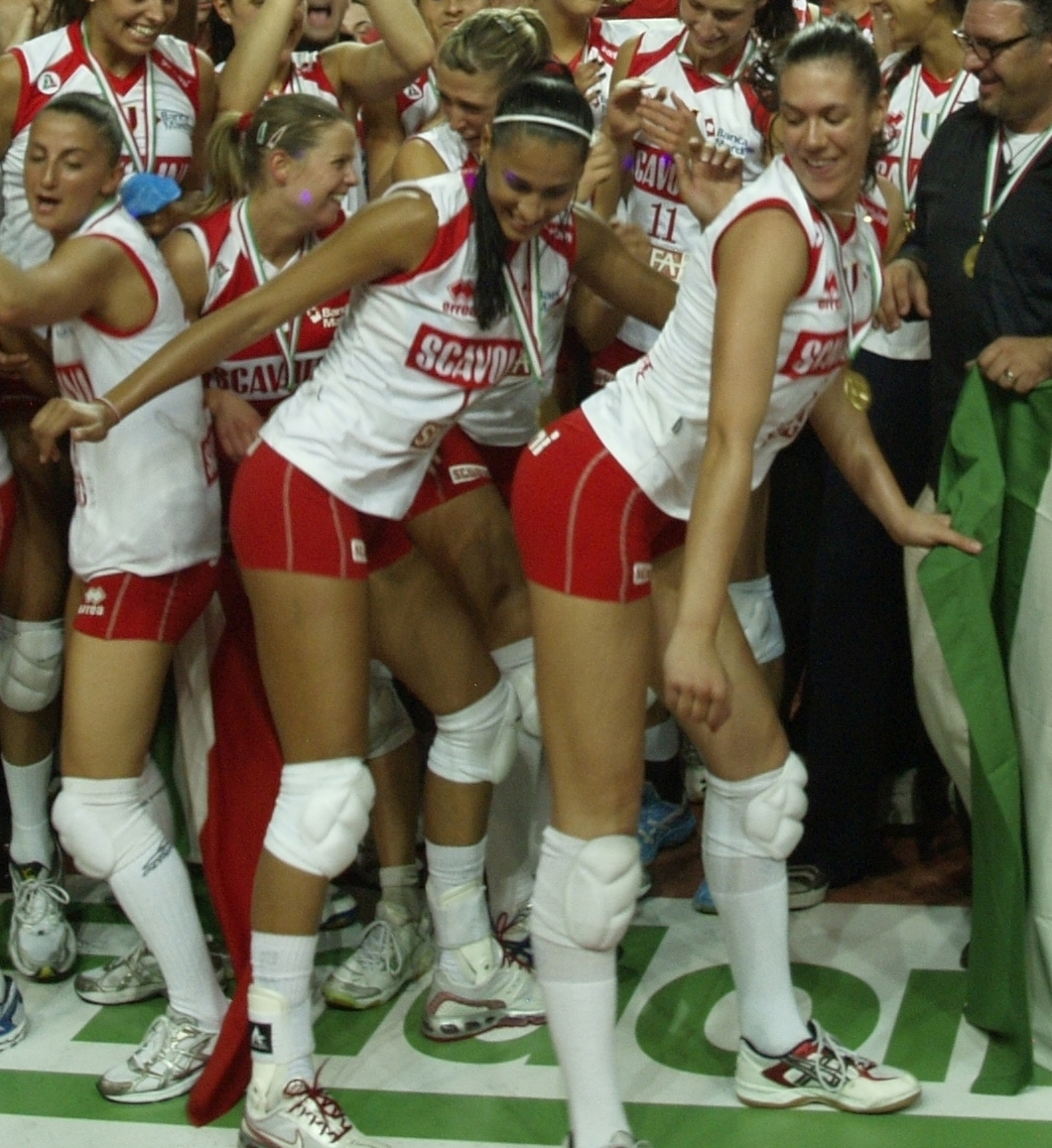
Jaqueline i Ilaria Garzaro mistrzyniami Włoch z klubem Scavolini Pesaro w sezonie 2008/2009

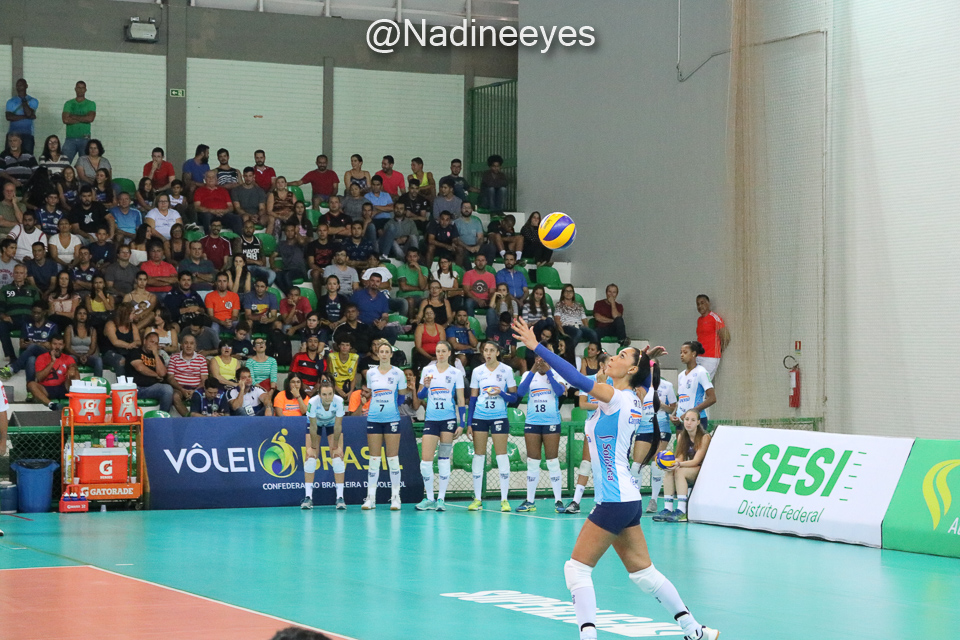
Jaqueline podczas wykonywania zagrywki w drużynie Camponesa/Minas w sezonie 2016/2017

Jaqueline Maria Pereira de Carvalho znana jako Jaqueline (ur. 31 grudnia 1983 w Recife) – brazylijska siatkarka, reprezentantka kraju, grająca na pozycji przyjmującej.

## Życie prywatne
Jej mężem jest Murilo Endres, znany brazylijski siatkarz. W 2011 roku była w ciąży, z tego względu przerwała karierę siatkarską. 21 maja 2011 roku siatkarka poroniła. 20 grudnia 2013 urodziła syna Paulo Arthura. Jej szwagrem jest Gustavo Endres, który również jest siatkarzem tj. i syn Gustavo Eric.

## Sukcesy klubowe
Mistrzostwo Brazylii:
- 2003, 2004, 2006, 2010, 2012
- 2005, 2013
- 2021

Mistrzostwo Włoch:
- 2009
- 2007

Superpuchar Hiszpanii:
- 2007

Puchar Królowej Hiszpanii:
- 2008

Mistrzostwo Hiszpanii:
- 2008

Superpuchar Włoch:
- 2008

Puchar Włoch:
- 2009

Klubowe Mistrzostwa Świata:
- 2012
- 2010

Klubowe Mistrzostwa Ameryki Południowej:
- 2012

## Sukcesy reprezentacyjne
Mistrzostwa Świata Juniorek:
- 2001
- 1999

Volley Masters Montreux:
- 2005, 2006

Grand Prix:
- 2005, 2006, 2008, 2014, 2016
- 2010, 2012

Mistrzostwa Ameryki Południowej:
- 2005, 2011

Puchar Wielkich Mistrzyń:
- 2005

Mistrzostwa Świata:
- 2006, 2010
- 2014

Puchar Świata:
- 2007

Igrzyska Panamerykańskie:
- 2011
- 2007, 2015

Igrzyska Olimpijskie:
- 2008, 2012

## Nagrody indywidualne
- 2001: MVP Mistrzostw Świata Juniorek
- 2006: Najlepsza przyjmująca Mistrzostw Świata
- 2010: MVP brazylijskiej Superligi w sezonie 2009/2010
- 2010: Najlepsza atakująca Grand Prix
- 2012: Najlepsza przyjmująca Klubowych Mistrzostw Świata
- 2013: Najlepsza przyjmująca brazylijskiej Superligi w sezonie 2012/2013